# مدرسه بدر
مدرسه بدر مربوط به اواخر دوره قاجار است و در یزد، خیابان سید گل سرخ، جنب بازار قدیمی ابو المعالی واقع شده و این اثر در تاریخ ۲۵ اسفند ۱۳۷۹ با شمارهٔ ثبت ۳۶۱۴ به‌عنوان یکی از آثار ملی ایران به ثبت رسیده است.